# Kapa (Podzamcze)

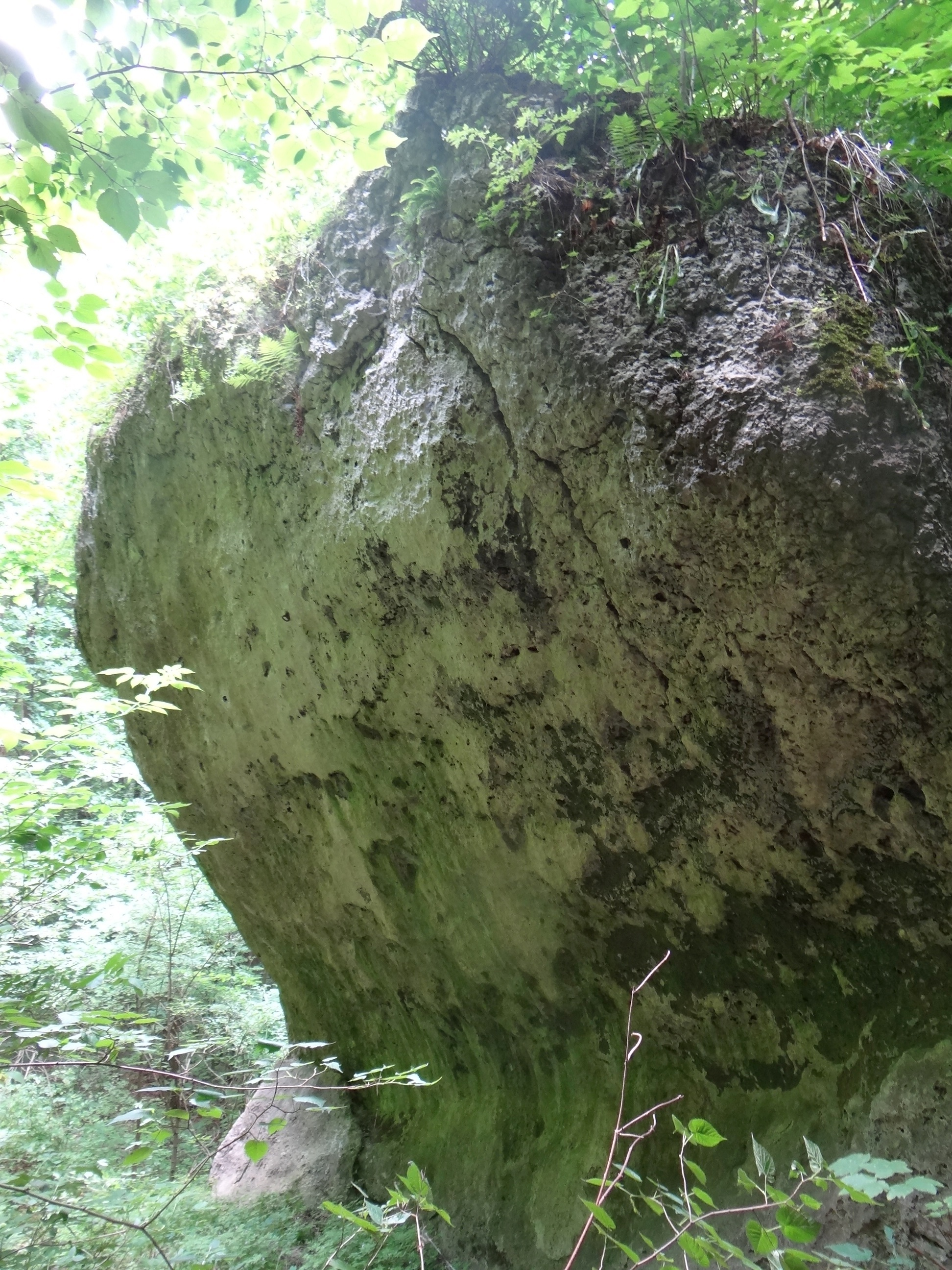

Kapa – skała w miejscowości Podzamcze w województwie śląskim, w powiecie zawierciańskim, w gminie Ogrodzieniec, w lesie, około 50 m na wschód od wschodnich murów Zamku Ogrodzieniec. Znajduje się na północnych stokach Góry Janowskiego na Wyżynie Częstochowskiej.
Kapa to zbudowany z twardych wapieni skalistych pojedynczy ostaniec o wysokości 8 m. Ma ściany pionowe lub przewieszone. Uprawiana jest na nim wspinaczka skalna, ale jest to skała o niewielkiej wśród wspinaczy popularności. Są 3 trudne drogi wspinaczkowe o trudności od VI.5+ do VI.7 w skali Kurtyki. Dwie z nich mają zamontowane stałe punkty asekuracyjne w postaci spitów (s), na jednej wspinaczka tradycyjna (trad).
1. Czyż nie bije się koni ?; VI.5+, trad, 7 m
2. Prowokacja; VI.7, 2s, 8 m
3. 7 batów; VI.6, 2s, 7 m[4].